# دوک نوکم: زمان کشتن
دوک نوکم: زمان کشتن (به انگلیسی: Duke Nukem: Time to Kill) یک بازی تیراندازی سوم شخص است که شرکت n-Space در ۳۰ سپتامبر ۱۹۹۸ میلادی، برای کنسول پلی‌استیشن، در آمریکای شمالی منتشر کرد.

## گیم پلی (سبک بازی)
گیم پلی و کنترل در این بازی بسیار شبیه به بازی‌های اولیه توم ریدر است. این بازی گذشته از توم ریدر، از آثار دیگری چون: The Evil Dead، مونتی پایتون و جام مقدس، سریال بازگشت به آینده، فیلم خوب، بد و زشت و آهنگ "تو را دارم (احساس خوبی دارم)" از خواننده آمریکایی جیمز براون، الگو برداری کرده است.
این بازی همچنین دارای یک حالت دو نفره Deathmatch می‌باشد که در آن ۲ بازیکن می‌توانند در برابر یکدیگر در محیط آزادانه مبارزه کنند. محیط‌های بازی دونفره دارای اِلِمان‌هایی از دوره‌های زمانی مختلف در تاریخ هستند؛ و شباهت اندکی با محیط بازی تک نفره دارند. این مراحل چند نفره را نیز می‌توان در حالت تک نفره بازی با پیدا کردن stopwatchهای مخفی تجربه کرد. با پیدا کردن این آیتم‌های مخفی و ورود بازیکن به یک محیط ویژه، یک فرصت به بازیکن داده می‌شود تا با پیروزی در شرایط ویژه در برابر دشمنان، یک نمونه ارتقا یافته از اسلحه فعلی دریافت کند.

## خلاصه داستان
بازی با یک سکانس ویدیویی آغاز می‌شود که دوک را در حال راندن موتورسیکلت به سمت کلوپ استریپ "بوتیلیشس" در مرکز لس‌آنجلس نشان می‌دهد. ناگهان پلیس‌های خوکی (Pig Cops) از طریق تله‌پورت ظاهر شده و با تبدیل موتورسیکلت او به یک دوچرخه کودکانه صورتی رنگ، مزاحم او می‌شوند. دوک پلیس‌های خوکی را از پای درآورده و بازی آغاز می‌شود. این سکانس ویدیویی با آهنگ "The Thing I Hate" از گروه Stabbing Westward همراهی می‌شود.  
ظاهراً یک نژاد بیگانه به نام دراک‌ها (Draks) در حال ایجاد آشوب در خط زمانی زمین هستند و قصد دارند دوک را به قتل برسانند. حالا نوبت اوست که این خط زمانی را پاکسازی کند.  